# پرونده فساد مالی بانک سرمایه
پرونده فساد مالی بانک سرمایه پس از کشف فساد پانزده هزار میلیارد تومانی در صندوق ذخیره فرهنگیان، سهامدار اصلی بانک سرمایه، به جریان افتاد. شماری از متهمان و محکومان پرونده بانک سرمایه، از اقوام و فرزندان مقام‌های ارشد جمهوری اسلامی ایران در دوره‌های مختلف هستند. اسدالله مسعودی مقدم که زمانی قاضی پرونده بانک سرمایه بود گفته‌است که این پرونده در حدود ۴۰۰ متهم دارد. پرونده فساد و تخلفات بانک سرمایه مورد تحقیق و تفحص دوره دهم مجلس شورای اسلامی هم قرار گرفت.
در این پرونده محمدرضا خانی، مدیرعامل این بانک، به جرم مشارکت در اخلال در نظام اقتصادی و پولی کشور به ۲۰ سال حبس، علیرضا حیدرآبادی‌پور مدیرعامل دیگر این بانک به ۱۲ سال حبس و یاسر ضیایی شیرکلاهی، قائم‌مقام بانک، نیز به ۱۵ سال حبس محکوم شدند. حیدرآبادی پس از اعلام فساد اقتصادی در بانک به اسپانیا فرار کرد ولی خرداد سال ۹۸ توسط پلیس اینترپل بازداشت و به ایران بازگردانده شد.
براساس کیفرخواست دادستانی، بازگردانده نشدن ۹۴ درصد تسهیلات پرداخت شده، اتلاف نزدیک به سه هزار میلیارد تومان، ثبت ده‌ها شرکت کاغذی و پرداخت وام به نام آن‌ها، دریافت غیرقانونی ۶۰۰ میلیارد تومان تسهیلات بانکی به نام کارتن‌خواب‌ها، و بیش از ۲۵۰ میلیارد تومان به نام مستخدم منزل و کارگر مغازه، گران نمایی وثیقه‌ها، حق مأموریت ۴۸۰ میلیون تومانی، دستمزد ۱٫۵ میلیارد تومانی از جمله موارد بررسی این پرونده است. متهمان بانک سرمایه شرایط دریافت وام به اسم برخی کارتن خواب‌ها را فراهم می‌کردند. پرونده بانک سرمایه، که بانک عامل وزارت نفت ایران در زمان تحریم‌ها بود، با پرونده‌های دیگر فساد مالی از جمله صندوق ذخیره فرهنگیان و برادران ریخته‌گران، خریداران پتروشیمی اصفهان، گره خورده‌است.

## پیش‌زمینه
تأسیس مؤسسه صندوق ذخیره فرهنگیان، هفتم خرداد ۱۳۷۴ در مجلس شورای اسلامی به تصویب رسید. این صندوق ۲۸ شرکت زیرمجموعه دارد و سرمایه دست‌کم ۹۰۰ هزار معلم را در اختیار گرفته‌است. بانک سرمایه در سال ۱۳۸۴ با سرمایه‌ای حدود ۳۵۳ میلیارد تومان تأسیس شد؛ ۴۷ درصد از سهام بانک سرمایه مربوط به صندوق ذخیره فرهنگیان است.
صندوق ذخیره فرهنگیان بزرگترین سهامدار بانک سرمایه است. مهمترین منبع مالی صندوق ذخیره فرهنگیان، کسر ماهیانه از حقوق فرهنگیان عضو صندوق به میزان حداکثر پنج درصد حقوق و مزایا، و کمک دولت معادل واریزی فرهنگیان عضو صندوق است. به این ترتیب، سرمایه بانک با کسر از حقوق فرهنگیان تأمین شد و مدیران آن، با وام‌گرفتن از سرمایه فرهنگیان، سرمایه‌دار شدند. همچنین نزدیک به ۱۴ هزارمیلیارد تومان از اموال و سپرده فرهنگیان در فساد بانک سرمایه به یغما رفت. محمود صادقی، نماینده دوره دهم مجلس شورای اسلامی، اسنادی را منتشر کرده بود که بر اساس آن شرکت‌های محمد امامی و احمد هاشمی شاهرودی در سال ۱۳۹۱ و ۹۲ مجموعاً ۲۳۷ میلیارد تومان از بانک سرمایه وام گرفته بودند.
سال ۱۳۹۳ تعدادی از نمایندگان مجلس پیگیر تحقیق و تفحص از این صندوق شدند. انتشار فیش حقوقی ۱۱۳ میلیون تومانی مدیرعامل پتروشیمی مروارید و حقوق ۳۰ میلیون تومانی مدیران صندوق موجب پیگیری جدی‌تر پرونده این صندوق از سال ۱۳۹۴ شد. در سال ۹۵، موضوع فساد گسترده در آن، با بازداشت شهاب‌الدین غندالی، مدیرعامل صندوق فرهنگیان و چهار نفر دیگر رسانه‌ای شد. مبلغ اختلاس هشت هزارمیلیارد تومان اعلام شد. آبان‌ماه همان سال نمایندگان مجلس به تحقیق و تفحص از این صندوق رای دادند اما یک‌سال و نیم طول کشید تا گزارش این تحقیق در صحن علنی مجلس خوانده شود. اوایل سال ۱۳۹۷ جبار کوچکی‌نژاد، رئیس کمیته تحقیق و تفحص از صندوق ذخیره فرهنگیان در مجلس مبلغ تخلف این صندوق را ۱۵ هزارمیلیارد تومان اعلام کرد و احتمال داد که تخلف‌های بیشتری هم صورت گرفته باشد.

## دادگاه
دادگاه رسیدگی به پرونده اتهامی علیه مدیران بانک سرمایه دی ۱۳۹۷ در شعبه سوم دادگاه ویژه جرایم اقتصادی به ریاست قاضی اسدالله مسعودی مقام آغاز شد. در ابتدای جلسه دادگاه، نماینده دادستان کیفرخواست را قرائت و بانک سرمایه را به ۱۴ هزار میلیارد تومان خیانت در اموال صندوق ذخیره فرهنگیان متهم و عنوان کرد متهمان بانک سرمایه در برابر پرداخت تسهیلات کلان و بدون ضابطه به افراد امتیازاتی در قالب رشوه دریافت کردند.
در دادگاه بانک سرمایه پرونده‌های جنجالی زیادی تاکنون بررسی شده‌است که از مهم‌ترین آنها می‌توان به صدور حکم ده سال حبس برای عمار صالحی، پسر عطاءالله صالحی، فرمانده سابق ارتش، صدور حکم بیست سال حبس برای هادی رضوی، داماد محمد شریعتمداری، وزیر کار در دولت حسن روحانی، حکم بیست سال حبس برای حسین هدایتی، از سرمایه‌گذاران فوتبال ایران، حکم ده سال زندان برای احمد هاشمی شاهرودی، برادرزاده و داماد محمود هاشمی شاهرودی، رئیس پیشین مجمع تشخیص مصلحت نظام اشاره کرد. پرویز کاظمی، وزیر رفاه در دولت محمود احمدی‌نژاد، نیز در این پرونده به ۲۰ سال زندان محکوم شد.
مطابق حکم حکومتی سید علی خامنه‌ای که در زمان ریاست صادق لاریجانی بر قوه قضائیه و به درخواست وی صادر شد حکم حبس محکومان پرونده‌های فساد مالی بلافاصله به اجرا گذاشته می‌شود و درخواست تجدیدنظر ممکن نیست.

## محکومان

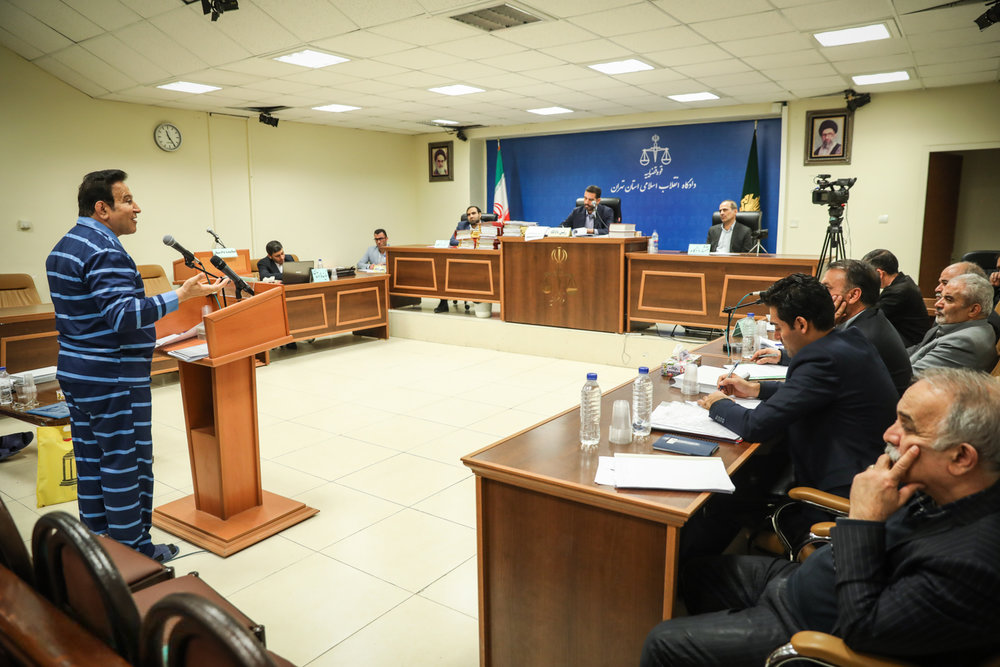
حسین هدایتی با لباس زندان، در دادگاه مفاسد اقتصادی

- محمدرضا خانی، مدیرعامل این بانک، به جرم مشارکت در اخلال در نظام اقتصادی و پولی کشور به ۲۰ سال حبس و ۷۴ ضربه شلاق، محرومیت دائم از خدمات دولتی و پرداخت جزای نقدی به مبلغ ۶۴۰ هزار یورو محکوم [۸]
- علیرضا حیدرآبادی‌پور، به ۱۲ سال حبس، محرومیت دائم از خدمات دولتی و همچنین ۴۶۰ میلیون تومان جزای نقدی محکوم شد.[۸]
- خیرالله بیرانوند، مهرداد باقری، بهمن خادم و پرویز احمدی که از جمله مدیران عامل و اعضای هیئت مدیره بانک، هر یک به ۵ سال زندان، تحمل ۷۴ ضربه شلاق و محرومیت دائم از خدمات دولتی محکوم شدند.[۸]
- محمد امامی: به جرم اخلال کلان در نظام اقتصادی به ۲۰ سال حبس و رد مال، انفصال از خدمات دولتی محکوم شده‌است. او متهم بوده از بانک سرمایه میلیاردها تومان وام گرفته اما در فروش اموال خود به بانک چندین برابر گران نمایی کرده یعنی بیشتر از ارزش واقعی آن را به بانک فروخته‌است. او سرمایه گذار مجموعه نمایش خانگی پرطرفدار شهرزاد است.[۱]
- شهاب‌الدین غندالی، مدیرعامل سابق صندوق ذخیره فرهنگیان، به جرم معاونت در اخلال در نظام اقتصادی به ۱۲ سال و ۶ ماه حبس محکوم شدند. او مدیرعامل وقت صندوق بازنشستگی فرهنگیان بوده‌است. در زمان دستگیری وی اعلام شده بود که در دوره مدیریت وی مبلغ هشت هزارمیلیارد تومان از این صندوق اختلاس شده‌است.[۱]
- عمار صالحی فرزند سرلشکر عطاالله صالحی فرمانده پیشین ارتش ایران، به اتهام معاونت در اخلال در نظام اقتصادی به ده سال حبس و محرومیت دائم از خدمات دولتی محکوم شد.[۹]
- محمدرضا جهانبانی به ۲۰ سال حبس، ۷۴ ضربه شلاق در انظار عمومی، محرومیت دائم از مشاغل دولتی و رد مال محکوم شد.[۹]
- هادی رضوی، داماد محمد شریعتمداری وزیر پیشین کار، به ۲۰ سال زندان، رد مال، ۷۴ ضربه شلاق و محرومیت از خدمات دولتی محکوم شد.[۱۰]
- حسین هدایتی به اتهام پولشویی، تحصیل مال نامشروع و خیانت در امانت به ۲۰ سال زندان محکوم شد.[۹]
- احسان دلاویز به ۱۰ سال زندان محکوم شد.[۱۰]
- پرویز کاظمی، رئیس سابق هیئت مدیره بانک و وزیر دولت محمود احمدی‌نژاد، به ۲۰ سال زندان محکوم شد.[۱۱]